# エドモントン
エドモントン（英: Edmonton）は、カナダのアルバータ州にある都市。同州の州都であり、州内ではカルガリーに次ぐ第2の都市である（国内5位）。また、カナダの州都としてはトロントに次ぐ第2位の人口規模を持つ。肥沃な農業地帯が広がるプレーリーに位置し、ノースサスカチュワン川が周辺地域の中心を流れている。
市内人口はおよそ93万人、広域圏人口はおよそ132万人で、北米の100万人都市としては最北端に位置する。カナダの中ではカルガリーと並び人口増加率が最も著しい都市である。州北部で盛んなオイルサンド産業と、ノースウエスト準州で運営されている大規模なダイヤモンド鉱への玄関口となっている。文化や行政、教育が盛んな地域でもある。「ザ・フェスティバル・シティ」と呼ばれるほど年間を通してイベント行事が開催され、市内には北米最大のショッピングモール「ウェスト・エドモントン・モール」と最大の歴史公園「フォート･エドモントン（Fort Edmonton）」がある。

## 歴史

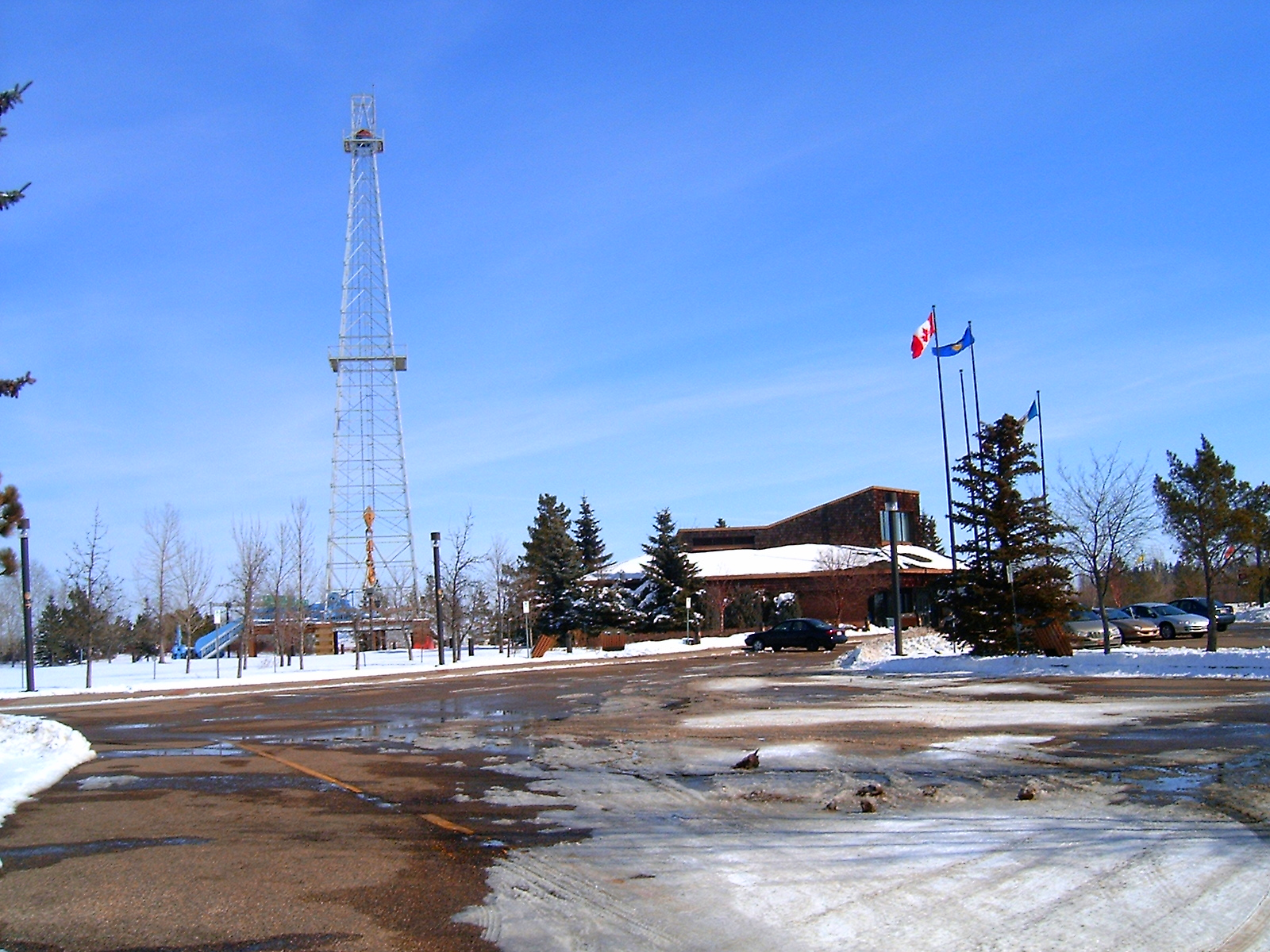
ゲートウェイ公園にある石油掘削のモニュメント

紀元前10000年から紀元前3000年にはこの地域に人類が住み始めたと言われている。
1795年にはハドソン湾会社と北西会社が現在のフォート・サスカチュワンに交易地を設け、その後上流の現在のエドモントンの場所へ移動した。1821年に両社は合併し、1830年に現在のアルバータ州会議事堂の場所へ交易所を建設。合併会社の取締役の故郷であるイギリスのロンドン郊外にあった町の名(en)を取り「エドモントン」と名付けた。
ハドソン湾会社はこのあたりの土地であるルパート・ランドをカナダ自治領（Dominion of Canada）に譲渡し、ノースウエスト準州となった。1870年代に政府が移住者にはかなり安く土地を払い下げた。1897年のゴールドラッシュへ向かうため、立ち寄る人々も増えた。1891年には鉄道が敷設され、1905年にはカナダ北部鉄道（Canadian Northern Railway）がエドモントンを通る大陸横断鉄道を開業させた。
1905年にはノースウェスト準州から分離しアルバータ州ができて、エドモントンが州都となった。1912年には北サスカチュワン川南岸のストラスコナと北岸のエドモントンが合併し人口は53,000人となる。
1930年代には北の産業都市として発展を続け、食料や医療品の空運の物流基地となった。1942年にはアラスカ・ハイウェイが建設され、さらに北方地域への玄関口となった。
第二次世界大戦後、この地域で石油が発見されアルバータ州の産油地域の中心地となった。そのため1973年の石油危機以降特に成長を遂げ、郊外も含むと100万人を超える大都市圏となった。産油及び精製は現在でもエドモントンの主要産業であるが、他の産業も徐々に拡大しつつある。

## 地理
ロッキー山脈の東の、カナダ内陸に位置する。サスカチュワン川の中流にあり、南のプレーリー（大平原）地帯と北の針葉樹林地域の間の「アスペン・パークランド」に位置している。

## 人口動勢
2016年の国勢調査によると、エドモントン市の人口は93万2,546人である。人種別では白人が57.4%、先住民族が5.5%、南アジア系が9.5%、中国系が6.3%、フィリピン系が5.9%、黒人が5.9%、アラブ系が2.6%、東南アジア系が1.8%、ラテンアメリカ系が1.9％、西アジア系が0.7%、韓国・朝鮮系が0.8%、日系が0.2%をそれぞれ占める。

## 気候

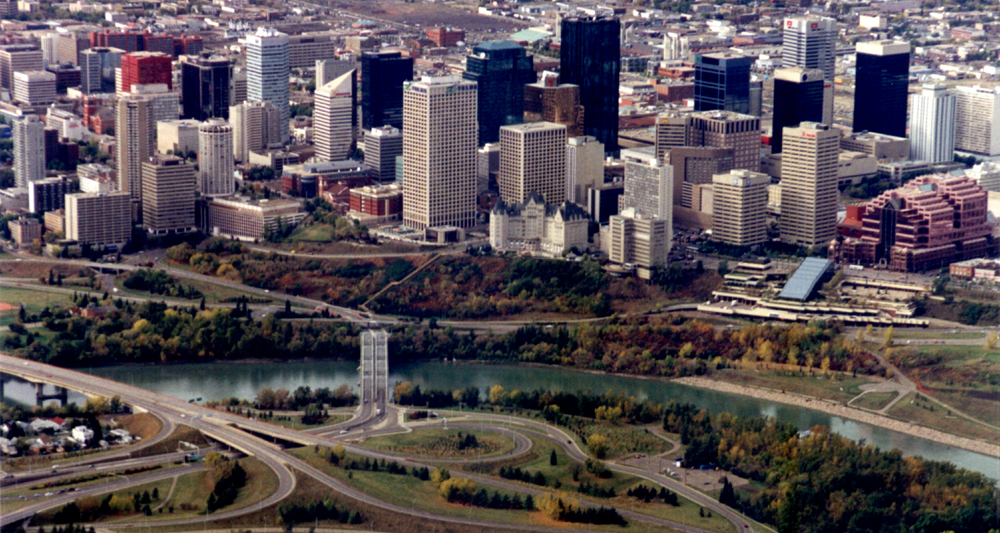
エドモントン市街

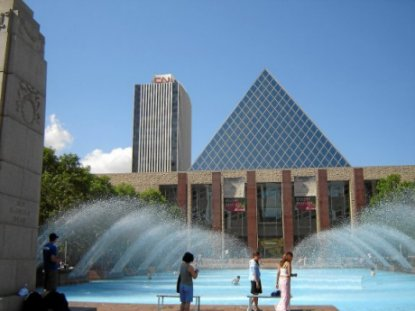
エドモントン市庁舎

長くて寒い冬、夏と冬の気温差が大きい気候により構成される。ケッペンの気候区分では亜寒帯湿潤気候（Dfb）に属する。夏の期間は、好天で昼に暑くなることがあるが全体的には過ごし易い。7月の平均気温は9度~23度ほどで、日中真夏日になったと思いきや朝晩はかなり気温が下がり冷え込むなど日較差が大きいのも特徴。エドモントン市内での過去最高気温は2002年6月26日に観測された34.9 °Cである。一方、冬は寒さが厳しく、1月の平均気温は-17°C～-6°C程で真冬にかけては-40°C前後にまで下がり、日中でも-30°Cと猛烈に冷え込むこともある。過去最低気温は1886年1月19日に観測された-49.4°Cで、近年でも2009年12月13日にエドモントン国際空港で-46.1°Cを記録するなど、人口100万人程度の都市の中では-50°C近い気温を記録するロシアのノボシビルスクやクラスノヤルスクなどのシベリア諸都市と並び、世界で最も寒さが厳しい都市と言える。竜巻が発生することもあり、1987年には甚大な被害をもたらした。
| エドモントン（エドモントン市中央空港）(1981−2010年平均)の気候 | エドモントン（エドモントン市中央空港）(1981−2010年平均)の気候 | エドモントン（エドモントン市中央空港）(1981−2010年平均)の気候 | エドモントン（エドモントン市中央空港）(1981−2010年平均)の気候 | エドモントン（エドモントン市中央空港）(1981−2010年平均)の気候 | エドモントン（エドモントン市中央空港）(1981−2010年平均)の気候 | エドモントン（エドモントン市中央空港）(1981−2010年平均)の気候 | エドモントン（エドモントン市中央空港）(1981−2010年平均)の気候 | エドモントン（エドモントン市中央空港）(1981−2010年平均)の気候 | エドモントン（エドモントン市中央空港）(1981−2010年平均)の気候 | エドモントン（エドモントン市中央空港）(1981−2010年平均)の気候 | エドモントン（エドモントン市中央空港）(1981−2010年平均)の気候 | エドモントン（エドモントン市中央空港）(1981−2010年平均)の気候 | エドモントン（エドモントン市中央空港）(1981−2010年平均)の気候 |
| 月                                                            | 1月                                                           | 2月                                                           | 3月                                                           | 4月                                                           | 5月                                                           | 6月                                                           | 7月                                                           | 8月                                                           | 9月                                                           | 10月                                                          | 11月                                                          | 12月                                                          | 年                                                            |
| ------------------------------------------------------------- | ------------------------------------------------------------- | ------------------------------------------------------------- | ------------------------------------------------------------- | ------------------------------------------------------------- | ------------------------------------------------------------- | ------------------------------------------------------------- | ------------------------------------------------------------- | ------------------------------------------------------------- | ------------------------------------------------------------- | ------------------------------------------------------------- | ------------------------------------------------------------- | ------------------------------------------------------------- | ------------------------------------------------------------- |
| 最高気温記録 °C （°F）                                        | 11.7 (53.1)                                                   | 14.0 (57.2)                                                   | 23.9 (75)                                                     | 31.1 (88)                                                     | 32.3 (90.1)                                                   | 34.9 (94.8)                                                   | 34.6 (94.3)                                                   | 34.5 (94.1)                                                   | 33.9 (93)                                                     | 28.6 (83.5)                                                   | 21.7 (71.1)                                                   | 16.7 (62.1)                                                   | 34.9 (94.8)                                                   |
| 平均最高気温 °C （°F）                                        | −6.0 (21.2)                                                   | −2.7 (27.1)                                                   | 2.2 (36)                                                      | 11.2 (52.2)                                                   | 17.5 (63.5)                                                   | 21.0 (69.8)                                                   | 23.1 (73.6)                                                   | 22.6 (72.7)                                                   | 17.1 (62.8)                                                   | 10.4 (50.7)                                                   | 0.0 (32)                                                      | −4.5 (23.9)                                                   | 9.3 (48.7)                                                    |
| 日平均気温 °C （°F）                                          | −10.4 (13.3)                                                  | −7.6 (18.3)                                                   | −2.5 (27.5)                                                   | 5.4 (41.7)                                                    | 11.5 (52.7)                                                   | 15.5 (59.9)                                                   | 17.7 (63.9)                                                   | 16.9 (62.4)                                                   | 11.4 (52.5)                                                   | 5.1 (41.2)                                                    | −4.1 (24.6)                                                   | −8.8 (16.2)                                                   | 4.2 (39.6)                                                    |
| 平均最低気温 °C （°F）                                        | −14.8 (5.4)                                                   | −12.5 (9.5)                                                   | −7.2 (19)                                                     | −0.5 (31.1)                                                   | 5.4 (41.7)                                                    | 9.9 (49.8)                                                    | 12.3 (54.1)                                                   | 11.3 (52.3)                                                   | 5.8 (42.4)                                                    | −0.2 (31.6)                                                   | −8.2 (17.2)                                                   | −13.1 (8.4)                                                   | −1.0 (30.2)                                                   |
| 最低気温記録 °C （°F）                                        | −44.4 (−47.9)                                                 | −46.1 (−51)                                                   | −36.1 (−33)                                                   | −25.6 (−14.1)                                                 | −12.2 (10)                                                    | −1.1 (30)                                                     | 0.6 (33.1)                                                    | −1.2 (29.8)                                                   | −11.7 (10.9)                                                  | −25.0 (−13)                                                   | −34.1 (−29.4)                                                 | −48.3 (−54.9)                                                 | −48.3 (−54.9)                                                 |
| 降水量 mm （inch）                                            | 21.7 (0.854)                                                  | 12.0 (0.472)                                                  | 15.8 (0.622)                                                  | 28.8 (1.134)                                                  | 46.1 (1.815)                                                  | 77.5 (3.051)                                                  | 93.8 (3.693)                                                  | 61.9 (2.437)                                                  | 43.5 (1.713)                                                  | 21.7 (0.854)                                                  | 18.0 (0.709)                                                  | 15.0 (0.591)                                                  | 455.7 (17.941)                                                |
| 降雪量 cm （inch）                                            | 24.5 (9.65)                                                   | 13.4 (5.28)                                                   | 17.4 (6.85)                                                   | 15.3 (6.02)                                                   | 4.9 (1.93)                                                    | 0.0 (0)                                                       | 0.0 (0)                                                       | 0.0 (0)                                                       | 1.0 (0.39)                                                    | 11.6 (4.57)                                                   | 19.1 (7.52)                                                   | 16.4 (6.46)                                                   | 123.5 (48.62)                                                 |
| 平均降雨日数 （≥0.2 mm）                                      | 1.1                                                           | 0.83                                                          | 1.4                                                           | 5.9                                                           | 10.5                                                          | 14.2                                                          | 14.6                                                          | 11.1                                                          | 9.6                                                           | 5.6                                                           | 1.5                                                           | 0.75                                                          | 77.3                                                          |
| 平均降雪日数 （≥0.2 cm）                                      | 10.7                                                          | 7.7                                                           | 7.7                                                           | 4.2                                                           | 1.2                                                           | 0.0                                                           | 0.0                                                           | 0.0                                                           | 0.50                                                          | 3.2                                                           | 7.9                                                           | 9.3                                                           | 52.4                                                          |
| % 湿度                                                        | 65.2                                                          | 61.2                                                          | 56.5                                                          | 42.9                                                          | 40.4                                                          | 48.2                                                          | 52.6                                                          | 51.4                                                          | 50.1                                                          | 50.5                                                          | 64.7                                                          | 65.4                                                          | 54.1                                                          |
| 平均月間日照時間                                              | 100.8                                                         | 121.7                                                         | 176.3                                                         | 244.2                                                         | 279.9                                                         | 285.9                                                         | 307.5                                                         | 282.3                                                         | 192.7                                                         | 170.8                                                         | 98.4                                                          | 84.5                                                          | 2,344.8                                                       |
| 出典：                                                        |                                                               |                                                               |                                                               |                                                               |                                                               |                                                               |                                                               |                                                               |                                                               |                                                               |                                                               |                                                               |                                                               |

| エドモントン（エドモントン市中央空港）(1961−1990年平均)の気候 | エドモントン（エドモントン市中央空港）(1961−1990年平均)の気候 | エドモントン（エドモントン市中央空港）(1961−1990年平均)の気候 | エドモントン（エドモントン市中央空港）(1961−1990年平均)の気候 | エドモントン（エドモントン市中央空港）(1961−1990年平均)の気候 | エドモントン（エドモントン市中央空港）(1961−1990年平均)の気候 | エドモントン（エドモントン市中央空港）(1961−1990年平均)の気候 | エドモントン（エドモントン市中央空港）(1961−1990年平均)の気候 | エドモントン（エドモントン市中央空港）(1961−1990年平均)の気候 | エドモントン（エドモントン市中央空港）(1961−1990年平均)の気候 | エドモントン（エドモントン市中央空港）(1961−1990年平均)の気候 | エドモントン（エドモントン市中央空港）(1961−1990年平均)の気候 | エドモントン（エドモントン市中央空港）(1961−1990年平均)の気候 | エドモントン（エドモントン市中央空港）(1961−1990年平均)の気候 |
| 月                                                            | 1月                                                           | 2月                                                           | 3月                                                           | 4月                                                           | 5月                                                           | 6月                                                           | 7月                                                           | 8月                                                           | 9月                                                           | 10月                                                          | 11月                                                          | 12月                                                          | 年                                                            |
| ------------------------------------------------------------- | ------------------------------------------------------------- | ------------------------------------------------------------- | ------------------------------------------------------------- | ------------------------------------------------------------- | ------------------------------------------------------------- | ------------------------------------------------------------- | ------------------------------------------------------------- | ------------------------------------------------------------- | ------------------------------------------------------------- | ------------------------------------------------------------- | ------------------------------------------------------------- | ------------------------------------------------------------- | ------------------------------------------------------------- |
| 平均最高気温 °C （°F）                                        | −8.2 (17.2)                                                   | −4.2 (24.4)                                                   | 1.1 (34)                                                      | 10.5 (50.9)                                                   | 17.5 (63.5)                                                   | 21.3 (70.3)                                                   | 23 (73)                                                       | 22.1 (71.8)                                                   | 16.6 (61.9)                                                   | 11.3 (52.3)                                                   | −0.1 (31.8)                                                   | −6.3 (20.7)                                                   | 8.7 (47.7)                                                    |
| 日平均気温 °C （°F）                                          | −12.5 (9.5)                                                   | −8.9 (16)                                                     | −3.6 (25.5)                                                   | 4.9 (40.8)                                                    | 11.6 (52.9)                                                   | 15.6 (60.1)                                                   | 17.5 (63.5)                                                   | 16.6 (61.9)                                                   | 11.1 (52)                                                     | 5.9 (42.6)                                                    | −4.2 (24.4)                                                   | −10.5 (13.1)                                                  | 3.6 (38.5)                                                    |
| 平均最低気温 °C （°F）                                        | −17 (1)                                                       | −13.7 (7.3)                                                   | −8.4 (16.9)                                                   | −0.7 (30.7)                                                   | 5.7 (42.3)                                                    | 9.9 (49.8)                                                    | 12 (54)                                                       | 11 (52)                                                       | 5.6 (42.1)                                                    | 0.6 (33.1)                                                    | −8.4 (16.9)                                                   | −14.8 (5.4)                                                   | −1.5 (29.3)                                                   |
| 降水量 mm （inch）                                            | 23.3 (0.917)                                                  | 16.8 (0.661)                                                  | 17 (0.67)                                                     | 22.1 (0.87)                                                   | 43.5 (1.713)                                                  | 79.9 (3.146)                                                  | 94.3 (3.713)                                                  | 67 (2.64)                                                     | 41.6 (1.638)                                                  | 17.3 (0.681)                                                  | 16.1 (0.634)                                                  | 22.2 (0.874)                                                  | 461.3 (18.161)                                                |
| 出典：                                                        |                                                               |                                                               |                                                               |                                                               |                                                               |                                                               |                                                               |                                                               |                                                               |                                                               |                                                               |                                                               |                                                               |

| エドモントン（エドモントン国際空港）(1981−2010年平均)の気候 | エドモントン（エドモントン国際空港）(1981−2010年平均)の気候 | エドモントン（エドモントン国際空港）(1981−2010年平均)の気候 | エドモントン（エドモントン国際空港）(1981−2010年平均)の気候 | エドモントン（エドモントン国際空港）(1981−2010年平均)の気候 | エドモントン（エドモントン国際空港）(1981−2010年平均)の気候 | エドモントン（エドモントン国際空港）(1981−2010年平均)の気候 | エドモントン（エドモントン国際空港）(1981−2010年平均)の気候 | エドモントン（エドモントン国際空港）(1981−2010年平均)の気候 | エドモントン（エドモントン国際空港）(1981−2010年平均)の気候 | エドモントン（エドモントン国際空港）(1981−2010年平均)の気候 | エドモントン（エドモントン国際空港）(1981−2010年平均)の気候 | エドモントン（エドモントン国際空港）(1981−2010年平均)の気候 | エドモントン（エドモントン国際空港）(1981−2010年平均)の気候 |
| 月                                                          | 1月                                                         | 2月                                                         | 3月                                                         | 4月                                                         | 5月                                                         | 6月                                                         | 7月                                                         | 8月                                                         | 9月                                                         | 10月                                                        | 11月                                                        | 12月                                                        | 年                                                          |
| ----------------------------------------------------------- | ----------------------------------------------------------- | ----------------------------------------------------------- | ----------------------------------------------------------- | ----------------------------------------------------------- | ----------------------------------------------------------- | ----------------------------------------------------------- | ----------------------------------------------------------- | ----------------------------------------------------------- | ----------------------------------------------------------- | ----------------------------------------------------------- | ----------------------------------------------------------- | ----------------------------------------------------------- | ----------------------------------------------------------- |
| 平均最高気温 °C （°F）                                      | −6.3 (20.7)                                                 | −3.8 (25.2)                                                 | 1.2 (34.2)                                                  | 10.8 (51.4)                                                 | 17.4 (63.3)                                                 | 20.6 (69.1)                                                 | 22.8 (73)                                                   | 22.2 (72)                                                   | 17.4 (63.3)                                                 | 10.4 (50.7)                                                 | −0.1 (31.8)                                                 | −5.5 (22.1)                                                 | 8.9 (48)                                                    |
| 日平均気温 °C （°F）                                        | −12.1 (10.2)                                                | −9.9 (14.2)                                                 | −4.4 (24.1)                                                 | 4.2 (39.6)                                                  | 10.2 (50.4)                                                 | 14.1 (57.4)                                                 | 16.2 (61.2)                                                 | 15.2 (59.4)                                                 | 10.2 (50.4)                                                 | 3.8 (38.8)                                                  | −5.4 (22.3)                                                 | −11.0 (12.2)                                                | 2.6 (36.7)                                                  |
| 平均最低気温 °C （°F）                                      | −17.7 (0.1)                                                 | −15.9 (3.4)                                                 | −10.0 (14)                                                  | −2.5 (27.5)                                                 | 3.0 (37.4)                                                  | 7.6 (45.7)                                                  | 9.5 (49.1)                                                  | 8.1 (46.6)                                                  | 3.0 (37.4)                                                  | −2.9 (26.8)                                                 | −10.6 (12.9)                                                | −16.5 (2.3)                                                 | −3.7 (25.3)                                                 |
| 出典：                                                      |                                                             |                                                             |                                                             |                                                             |                                                             |                                                             |                                                             |                                                             |                                                             |                                                             |                                                             |                                                             |                                                             |

## 交通

### 空港
- エドモントン国際空港

カナダで5番目に利用者の多い空港で、年間乗降客は400万人を超える。IATA：YEG。運営はエドモントン地域空港公団。市街地からは約30km離れているため、空港までの往来には車両（自家用車、タクシー、レンタカー）、市営バスまたはシャトルバスを使う必要がある。
- エドモントン市中央空港

2013年まで使用されていたエドモントン市内に位置する空港で、主に個人や法人の小型航空機が利用していた。IATA：YXD。運営は電力やガス供給を扱うATCO社により行われていた。なお毎年7月、この空港を利用しインディカー・シリーズで「Rexall Edmonton Indy」が開催されていた（2007年まではチャンプカー・ワールド・シリーズで開催されていた）。現在再開発工事中である。

### 高速道路
市外の地域と結ぶ高速道路では「イエローヘッド・ハイウェイ」でブリティッシュコロンビア州、サスカチュワン州と繋がっている。また「クイーン・エリザベス2世ハイウェイ」によりレッドディアとカルガリーの都市へと繋がっている。

### 鉄道
長距離鉄道としてカナダ国鉄の運営を引き継いだVIA鉄道のエドモントン駅が市街地北部にある市内空港跡の北西端にあり、大陸横断鉄道のカナディアン号によってジャスパーやサスカトゥーンへと繋がっている。市バスのバス停までは駅から南方向へ1kmほどの距離がある。1998年までは市内中心部のCNタワーに隣接した場所に鉄道駅が位置しターミナル駅となっていた。

### 市内交通

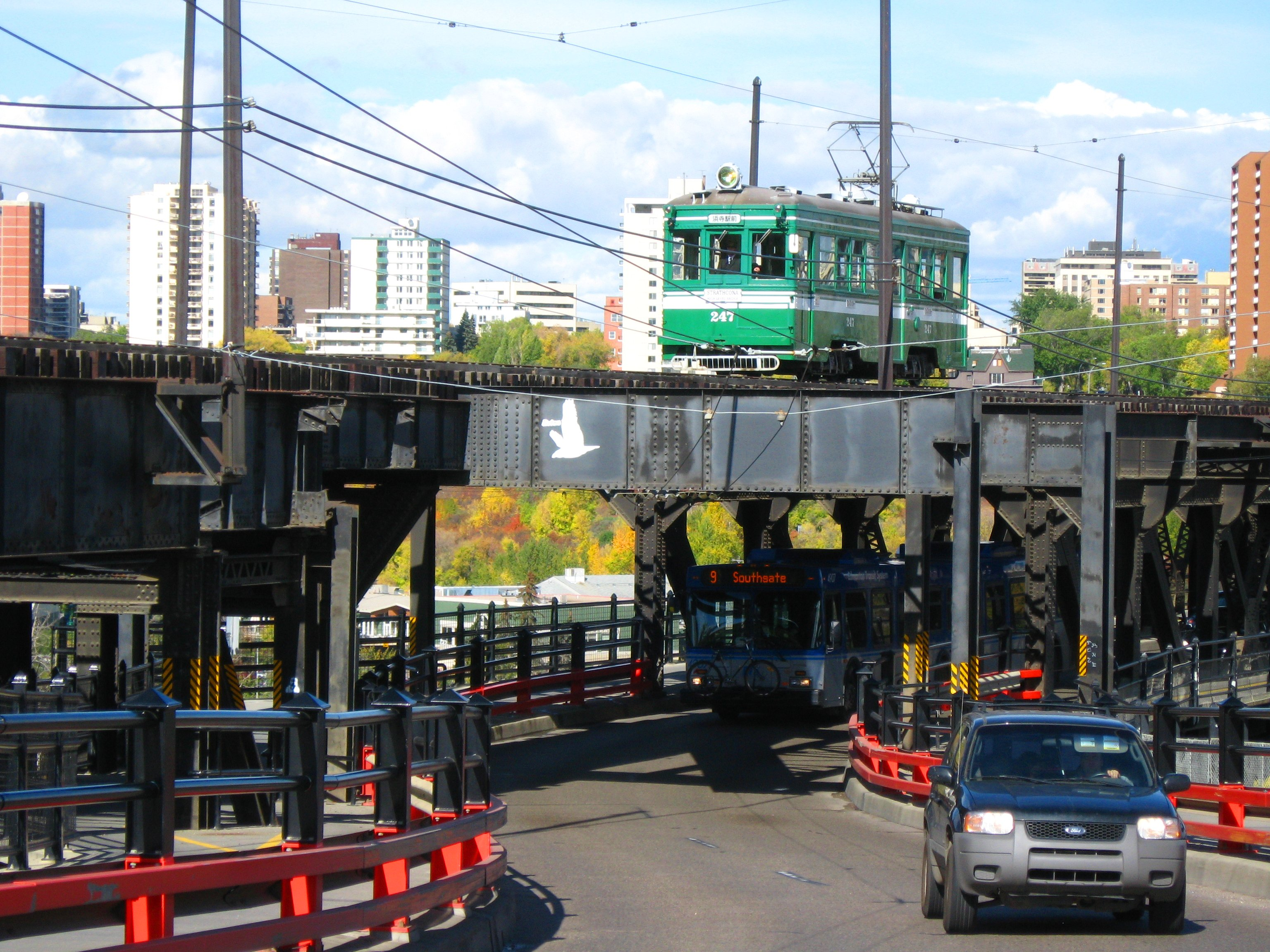
高架橋の上を走る阪堺から来た電車

市民の足としてエドモントン・トランジット（Edmonton Transit System）がLRT路線（エドモントンLRT）とバスを運営している。1回当たりの大人料金は2021年8月7日現在は3.50カナダドルであり、LRTとバスを90分間乗り継ぐことができる。回数券や定期券も発売されている。子供や高齢者は減額される。このほかハイレベル・ブリッジ・ストリートカーとして夏季期間限定で路面電車の保存運転も行っており、旧鉄道跡を利用した鉄橋は、路面電車の通る橋としては世界最高の高さとのことである。この路面電車は各国から収集した3両が使われ、エドモントン市電生え抜きの33号電車のほか、阪堺電気軌道の車両、メルボルン市電W形電車の3両が活躍している。

### 長距離バス
レッドアロー、Eバス、ライダー・エクスプレス、コールドショット、トンプソンバレーチャーターズ、サンドッグトランスポーテーション&ツアーズの各社の長距離バスによりカナダの他の都市と連絡している。

## 教育

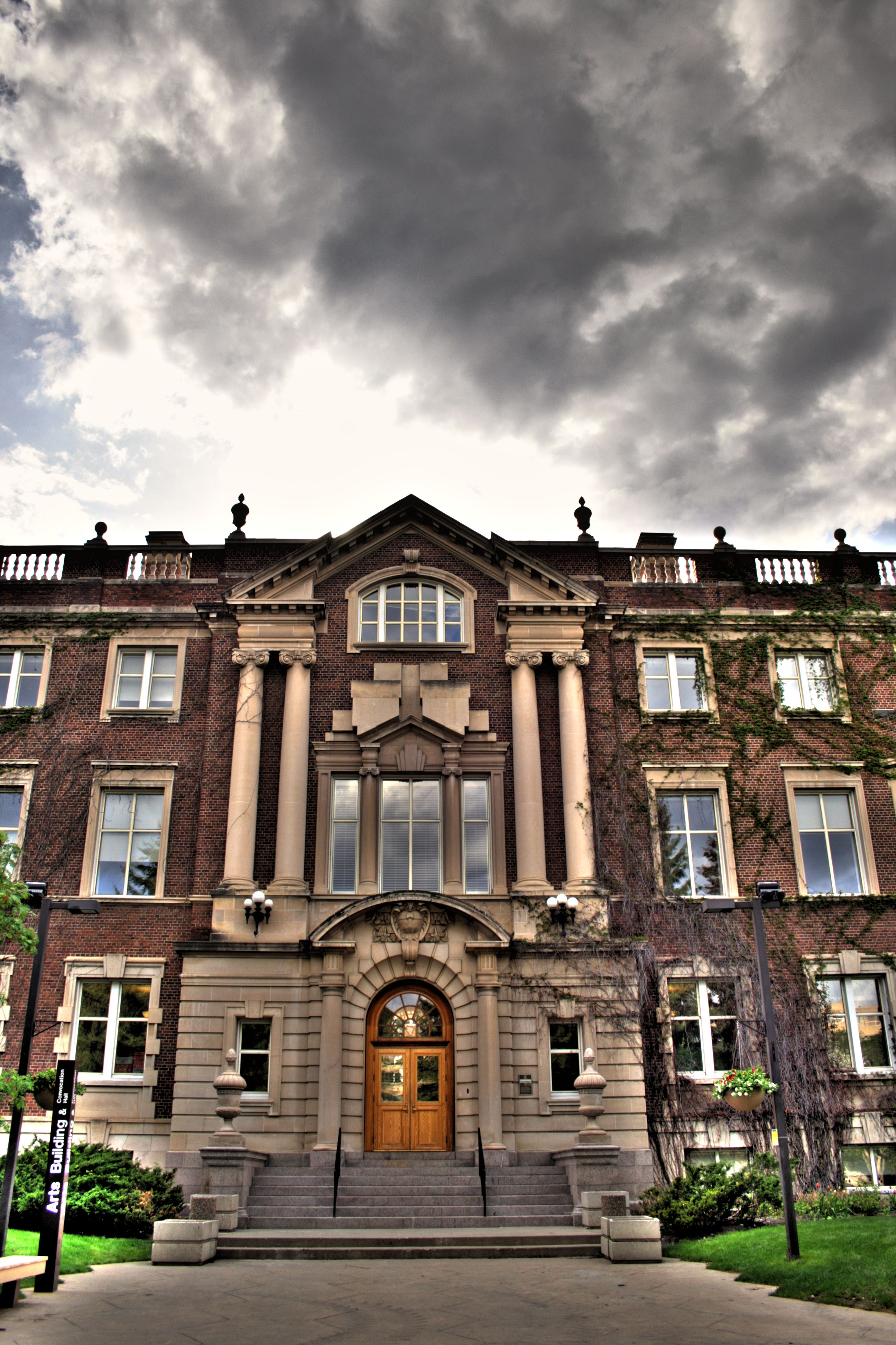
アルバータ大学のArts Building

### 高等教育
エドモントンは多数の施設及びキャンパスで60,000人以上の学生たちが高等教育を受けているカナダの主要な教育センターの一つとなっている。
本部キャンパスがエドモントンの川の谷間の南側に位置するアルバータ大学は年間10億カナダドルの収入があり、政府管理の国立施設でもある。35,000人もの学生が200以上の学部プログラム並びに170以上の大学院プログラムを受講している。本校のメインキャンパスの建築物は1908年の大学設立日に建てられたのも含めて、890,000平方メートルに90以上の建物から成り立っている。さらにアルバータ大学の図書館は1000万冊以上の蔵書を有し、13,000の電子定期刊行物（全文）並びに500のデーターベースを契約しており、カナダの研究に重点を置く大学の中では蔵書数で2位、学生1人あたり蔵書数で1位にランクされている（2005年現在）。

## スポーツ
エドモントンを本拠地とする主なプロスポーツチームは以下の通り。
- アイスホッケー（NHL）のエドモントン・オイラーズ
  - レクソール・プレイス（元ノースランド・コリシアム）を本拠とする。
- カナディアンフットボール（CFL）のエドモントン・エスキモーズ
  - コモンウェルス・スタジアムを本拠とする。
- ゴールデンベースボールリーグのエドモントン・クラッカーキャッツ
  - テラス・フィールドを本拠とする。
- サッカー（カナダ・プレミアリーグ(CPL))の FCエドモントン
  - フット・フィールド（英語版）を本拠とする。

国際競技大会開催について
- 1978年　コモンウェルスゲームズ開催
- 1983年　ユニバーシアード開催
- 2001年　世界陸上選手権開催
- 2005年　ワールドマスターズゲームズ開催
- 毎年7月開催  インディカー・シリーズ「Rexall Edmonton Indy」開催（エドモントン・シティ・センター空港特設コース）

## 観光

### ランドマーク
- 有名な建造物
  - アルバータ州議会議事堂
  - エドモントン市庁舎
  - ホテル・マクドナルド
  - アルバータ大学
  - ラザフォード・ハウス
- 著名な地区

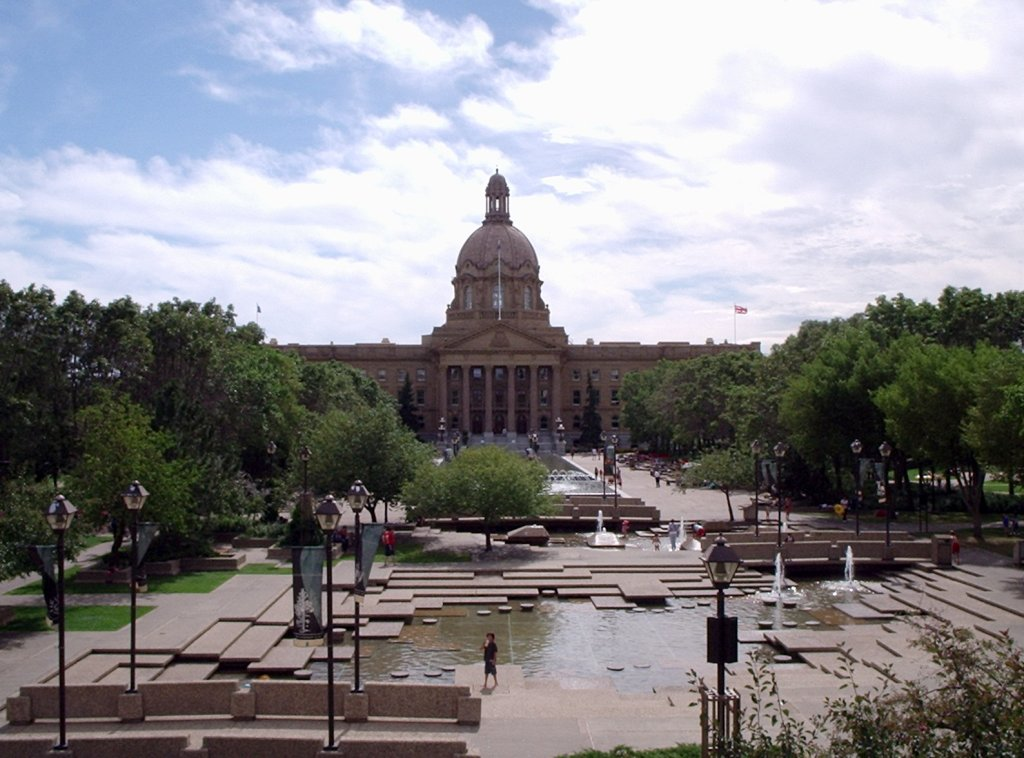
アルバータ州議会議事堂

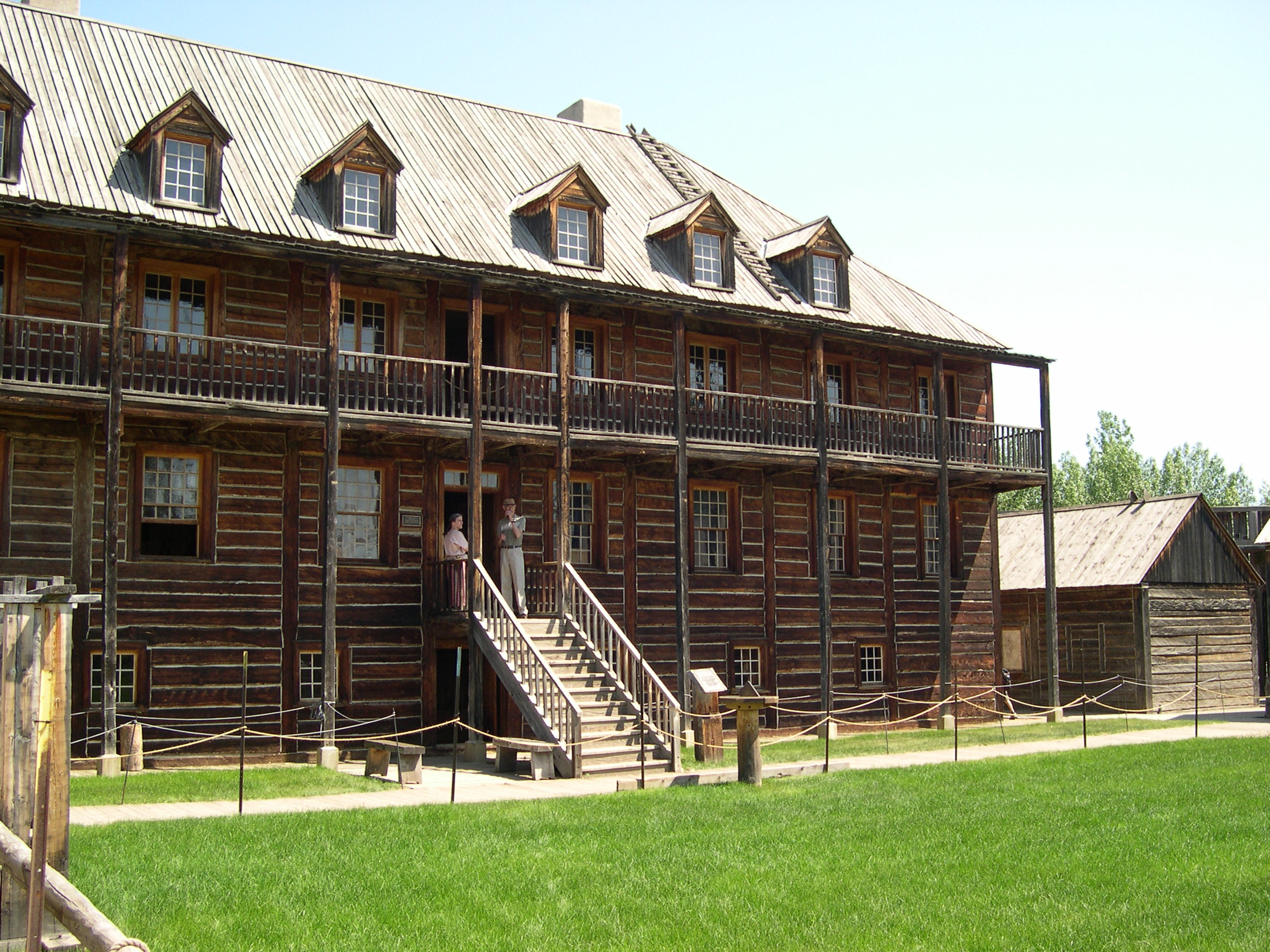
フォート・エドモントンの19世紀の建物

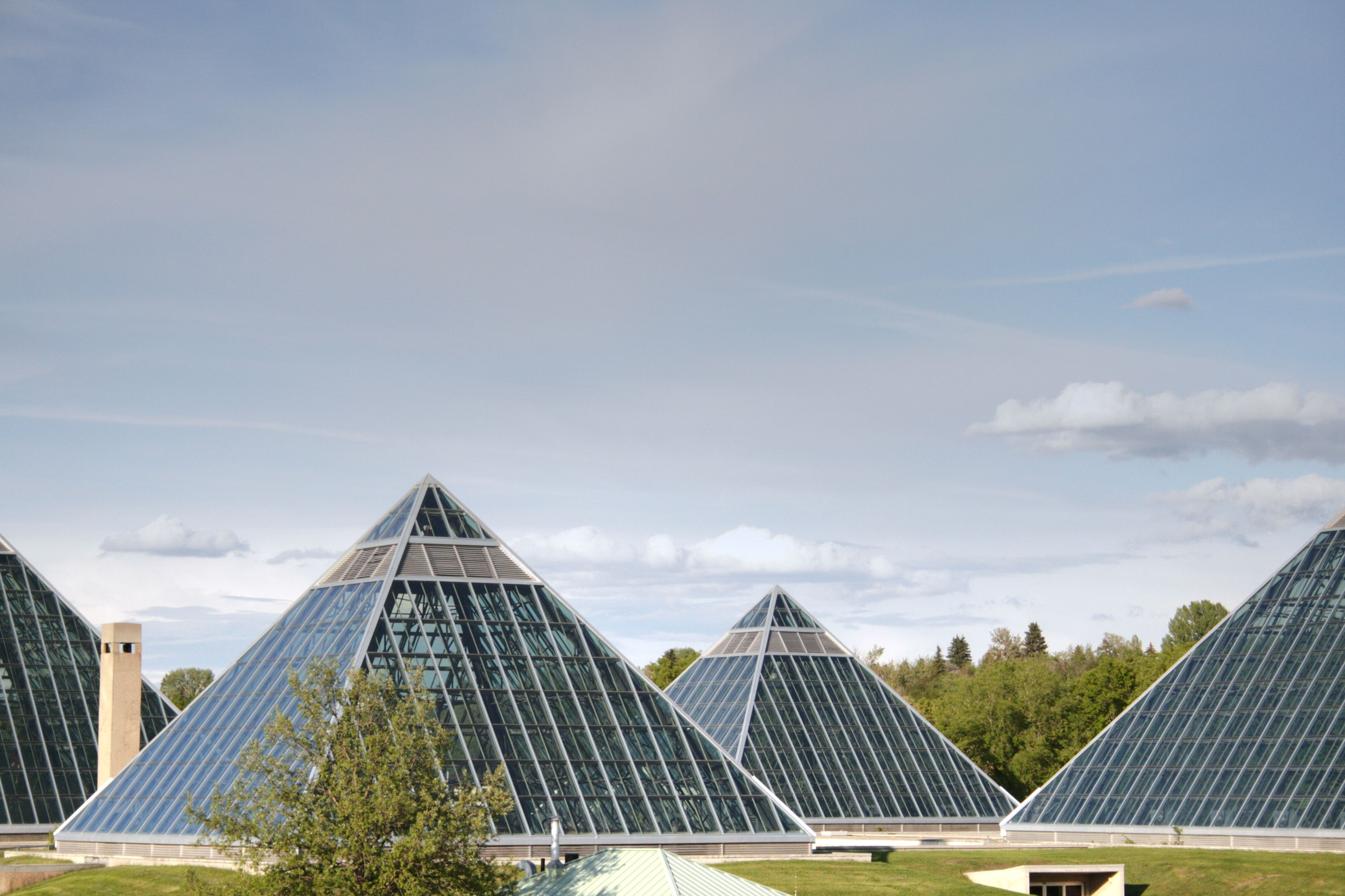
ムタート植物園

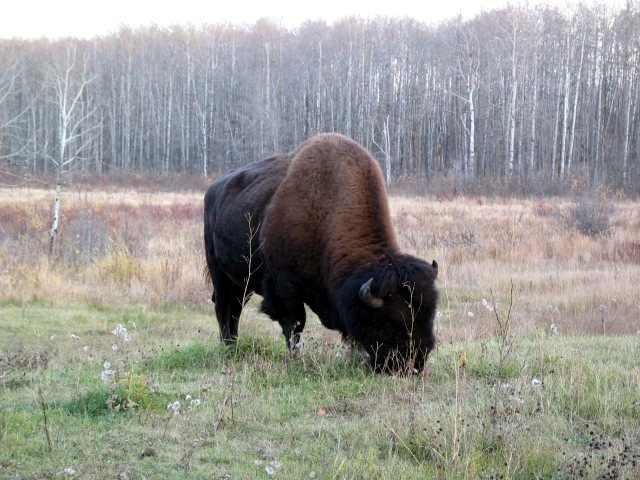
エルク・アイランド国立公園のバイソン

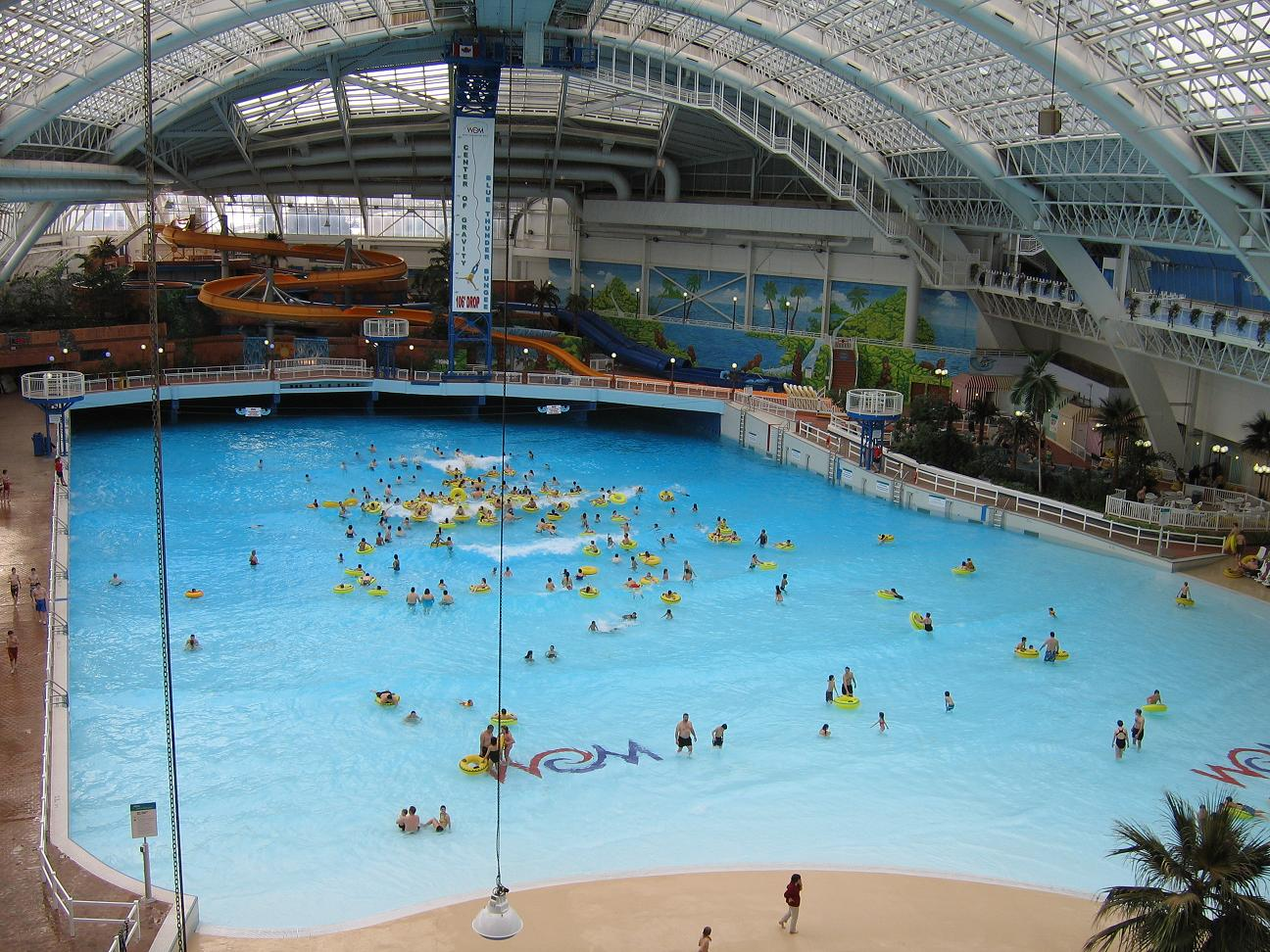
ワールド・ウォーターパーク

  - オールド・ストラスコナ（通りの名称はホワイト・アベニュー）
  - ジャスパー・アベニュー（ダウンタウンのメインストリート）
  - チャーチル・スクエア
- ショッピング
  - ウェスト・エドモントン・モール（北米最大のショッピングセンター）
- 博物館・美術館
  - フォート・エドモントン公園（カナダ最大の歴史再現博物館）
  - アルバータ州立博物館
  - エドモントン航空博物館
  - アルバータ鉄道博物館
  - アルバータ美術館
  - テラス ワールド・オブ・サイエンス（旧称オディッシウム）
  - 先住民族文化ギャラリー
  - ウクライナ文化遺産村（後述のエルク・アイランド国立公園に隣接する）
- 公園・植物園・動物園
  - エルク・アイランド国立公園（カナダで最初の野生生物保護区）
  - ムタート植物園
  - デボニアン植物園
  - バレー動物園
  - ノースサスカチュワン川流域公園群

- 劇場・公会堂
  - シタデル劇場
  - ウィンスピア・センター
  - 北部アルバータ・ジュビリー会館
- スポーツ施設・アトラクション
  - レクソール・プレイス
  - コモンウェルス・スタジアム
  - テラス・フィールド
  - ワールド・ウォーターパーク（ウエスト・エドモントン・モールにある北米最大の屋内プール）
  - ユニバーシアード・パビリオン（1983年夏季ユニバーシアード会場）
  - スノーバレー・スキー場
  - エドモントン・クイーン・リバー・ボート

### イベント
- キャピタルEx（旧クロンダイク・デー）
- フォーク音楽祭
- ヘリテージ・フェスティバル
- 国際フリンジ・フェスティバル
- カナディアン・ファイナル・ロデオ
- エドモントン国際大道芸人祭
- エドモントン国際映画祭

## メディア
エドモントンの主な新聞は、エドモントン・ジャーナルとエドモントン・サンである。フリーペーパーには、ラッシュアワー、メトロ、24アワーズがある。また、アートシーン関連のフリーペーパーにはSEEマガジン、Vueウイークリーがある。
エドモントンにはケーブルテレビの基本契約で視聴できる6つのテレビ放送局があるほか、アメリカのテレビ放送も視聴できる。

## メトロポリタン・エリア
エドモントンはエドモントン市域に隣接ないし数キロメートル圏内の25市町村を含む都市圏の中心に位置する。エドモントン都市圏内の主な自治体は、シャーウッドパーク（ストラスコナ郡の特区の一部）、セントアルバート、スプルースグローブ、ストーニープレーン、フォートサスカチュワン、ルデュク、ニスク（ルデュク郡の主要工業地区）、ボーモント、デボン、モーリンビルである。

## エドモントン出身の著名人
|              |                         |                      |                         |
| リサ・カント | マイケル・J・フォックス | ウェイン・グレツキー | ゴードン・R・ディクスン |

- ウェイン・グレツキー （全盛期にエドモントン・オイラーズで活躍したホッケー選手）
- マイケル・スリプチュク （フィギュアスケート選手）
- ブライズ・ハートリー （飛込競技選手）
- ジン・キニスキー （プロレスラー）
- レジー・パークス （プロレスラー）
- リサ・カント （ファッションモデル）
- マイケル・J・フォックス （俳優）
- ジル・ヘネシー （女優）
- スーザン・ローマン （声優）
- アーサー・ヒラー （映画監督）
- k.d.ラング （シンガーソングライター）
- ゴードン・R・ディクスン （SF作家）
- マーシャル・マクルーハン（メディア論学者）
- ジャスティス・シアーズ＝ドゥル （ラグビー選手）
- マック・デマルコ（ミュージシャン）
- リオウ・タナカ （日本名田中利旺 モデル）

## 姉妹都市・提携都市
エドモントンは下記の都市と姉妹都市提携を締結している。
- ハル （カナダ・ケベック州） - 1967年
- ハルビン （中国） - 1985年
- ナッシュビル （アメリカ・テネシー州）- 1990年
- 原州市 （韓国・江原特別自治道） - 1998年